# Абержеман ле Гран
Абержеман ле Гран (фр. Abergement-le-Grand) насеље је и општина у источној Француској у региону Франш-Конте, у департману Јура која припада префектури Лон ле Соније.
По подацима из 2011. године у општини је живело 61 становника, а густина насељености је износила 14,45 становника/km². Општина се простире на површини од 4,22 km². Налази се на средњој надморској висини од 278 метара (максималној 288 m, а минималној 239 m).

## Демографија
| 1962. | 1968. | 1975. | 1982. | 1990. | 1999. | 2011. |
| ----- | ----- | ----- | ----- | ----- | ----- | ----- |
| 97    | 69    | 56    | 53    | 42    | 41    | 61    |

График промене броја становника у току последњих година